# Биреч, Джайрус
Джайрус Кипчоге Биреч (род. 14 декабря 1992, Уазин-Гишу) — кенийский легкоатлет, специализируется в беге на 3000 метров с препятствиями. Серебряный призёр чемпионата Африки среди юниоров 2011 года.

## Достижения
Занял 4-е место на Всеафриканских играх 2011 года. Бронзовый призёр соревнований Golden Gala 2012 года. Занял 4-е место на этапе Бриллиантовой лиги Meeting Areva с личным рекордом 8.03,43. Серебряный призёр международных соревнований Athletissima 2012 года.
Победитель кросса Cross Internacional de Itálica 2013 года. Занял 1-е место на соревнованиях Seiko Golden Grand Prix 2013 года.
В 2014 году выиграл 5 из 6 этапов Бриллиантовой лиги. 5 июня стал победителем Golden Gala — 8.06,20, 11 июня выиграл ExxonMobil Bislett Games — 8.02,37, 3 июля стал победителем Атлетиссимы — 8.03,34, 18 июля выиграл Herculis — 8.03,33.
7 июня выиграл чемпионат Кении с результатом 8.18,0. 5 сентября стал победителем Мемориала Ван-Дамма с личным рекордом 7.58,41. Он стал 10-м человеком, кому удалось преодолеть 8-минутный барьер.